# Cal Ton de Bàrio
Cal Ton de Bàrio és una masia del terme municipal d'Isona i Conca Dellà situada en el poble de Biscarri, de l'antic terme de Benavent de Tremp. És una de les cases més properes al que es considera nucli actual del poble.
Està situada al peu del camí que mena al poble vell, just a ponent del revolt que fa aquest camí, anomenat Camí del poble, per vèncer el torrent de Renou. És al nord de Cal Llobet i al nord-est de Cal Savina i de Cal Borrell.